# Martin Gruber (Naturbahnrodler)
Martin Gruber (* 11. November 1975 in Brixen) ist ein ehemaliger italienischer Naturbahnrodler. Er gewann zwei Silbermedaillen im Einsitzer bei der Europameisterschaft 1995 und bei der Weltmeisterschaft 1998 sowie die Bronzemedaille im Mannschaftswettbewerb bei der Weltmeisterschaft 2001. Im Weltcup platzierte er sich mit fünf Siegen und insgesamt 19 Podestplätzen viermal unter den besten drei in der Gesamtwertung.

## Karriere
Gruber nahm ab 1991 an den Junioreneuropameisterschaften teil. Er gewann 1992 die Silbermedaille und 1993 sowie 1995 die Bronzemedaille im Einsitzer. Ab 1993 startete er auch in der Allgemeinen Klasse bei internationalen Meisterschaften. Nachdem er bei der Europameisterschaft 1993 in Stein an der Enns Sechster und bei der Weltmeisterschaft 1994 in Gsies Neunter geworden war, feierte er seinen ersten großen Erfolg bei der Europameisterschaft 1995 in Kandalakscha mit dem Gewinn der Silbermedaille hinter seinem Landsmann Manfred Gräber. Nachdem er bei der Weltmeisterschaft 1996 in Oberperfuss als Fünfter und bei der Europameisterschaft 1997 in Moos in Passeier mit Platz sechs ohne Medaille geblieben war, gewann er bei der Weltmeisterschaft 1998 in Rautavaara wieder eine Silbermedaille, zeitgleich mit Anton Blasbichler. Bei der Weltmeisterschaft 2000 in Olang wurde er Siebenter.
Im Weltcup erreichte Gruber seine besten Resultate in der zweiten Hälfte der 1990er-Jahre. In der Saison 1995/1996 erzielte er seine ersten Podestplätze und kam auf Rang drei im Gesamtweltcup. In der Saison 1996/1997 beendete er alle sechs Weltcuprennen auf dem Podest und feierte in Szczyrk und Toblach seine ersten beiden Siege. Damit erreichte er hinter Anton Blasbichler den zweiten Platz im Gesamtweltcup und somit seine beste Gesamtplatzierung. Zwei Siege und zwei zweite Plätze gelangen ihm in der Saison 1997/1998, womit er Dritter im Gesamtweltcup wurde. Der letzte Weltcupsieg gelang ihm am 17. Januar 1999 in Bad Goisern. Mit weiteren drei Podestplätzen wurde er auch in der Saison 1998/1999 Gesamt-Dritter. In den nächsten Jahren kam Gruber im Gesamtweltcup nicht mehr an diese Ergebnisse heran. Der letzte Podestplatz gelang ihm am 7. Januar 2001 mit Platz zwei in Unterammergau. Wenig später wurde er bei der Weltmeisterschaft 2001 Vierter im Einsitzer und zusammen mit Renate Gietl, Thomas Graf und Michael Graf Dritter im erstmals ausgetragenen Mannschaftswettbewerb. Nach der Saison 2001/2002 beendete er seine Karriere.
Gruber kam durch seinen Beruf als Architekt – er war am Bau von Sportstätten in Brasilien beteiligt – mit dem Brasilianischen Eissportverband in Kontakt und war bei den Olympischen Winterspielen 2006 Teammanager der brasilianischen Bobmannschaft.

## Sportliche Erfolge

### Weltmeisterschaften
- Gsies 1994: 9. Einsitzer
- Oberperfuss 1996: 5. Einsitzer
- Rautavaara 1998: 2. Einsitzer
- Olang 2000: 7. Einsitzer
- Stein an der Enns 2001: 4. Einsitzer, 3. Mannschaft

### Europameisterschaften
- Stein an der Enns 1993: 6. Einsitzer
- Kandalakscha 1995: 2. Einsitzer
- Moos in Passeier 1997: 6. Einsitzer
- Frantschach 2002: 10. Einsitzer

### Junioreneuropameisterschaften
- Kandalakscha 1991: 7. Einsitzer
- Stange 1992: 2. Einsitzer
- Rautavaara 1993: 3. Einsitzer
- Längenfeld 1994: 4. Einsitzer
- Fénis 1995: 3. Einsitzer

### Weltcup
- 2. Platz im Einsitzer-Gesamtweltcup in der Saison 1996/1997
- 3× 3. Platz im Einsitzer-Gesamtweltcup in den Saisonen 1995/1996, 1997/1998 und 1998/1999
- 19 Podestplätze, davon 5 Siege:

| Datum            | Ort         | Land       | Disziplin |
| ---------------- | ----------- | ---------- | --------- |
| 19. Januar 1997  | Szczyrk     | Polen      | Einsitzer |
| 26. Januar 1997  | Toblach     | Italien    | Einsitzer |
| 25. Januar 1998  | Oberperfuss | Österreich | Einsitzer |
| 15. Februar 1998 | Mölten      | Italien    | Einsitzer |
| 17. Januar 1999  | Bad Goisern | Österreich | Einsitzer |

### Italienische Meisterschaften
- Italienischer Meister im Einsitzer 2000[3]